# Koanfiskar
Koanfiskar (Rhipidistia), eller med alternativ stavning choanfiskar, är en benämning på utdöda lobfeniga fiskar (även känd som kvastfeniga fiskar) med inre näsöppningar eller choaner. Tillhörande arter levde huvudsakligen under devon.